# Chủ nghĩa trọng thương

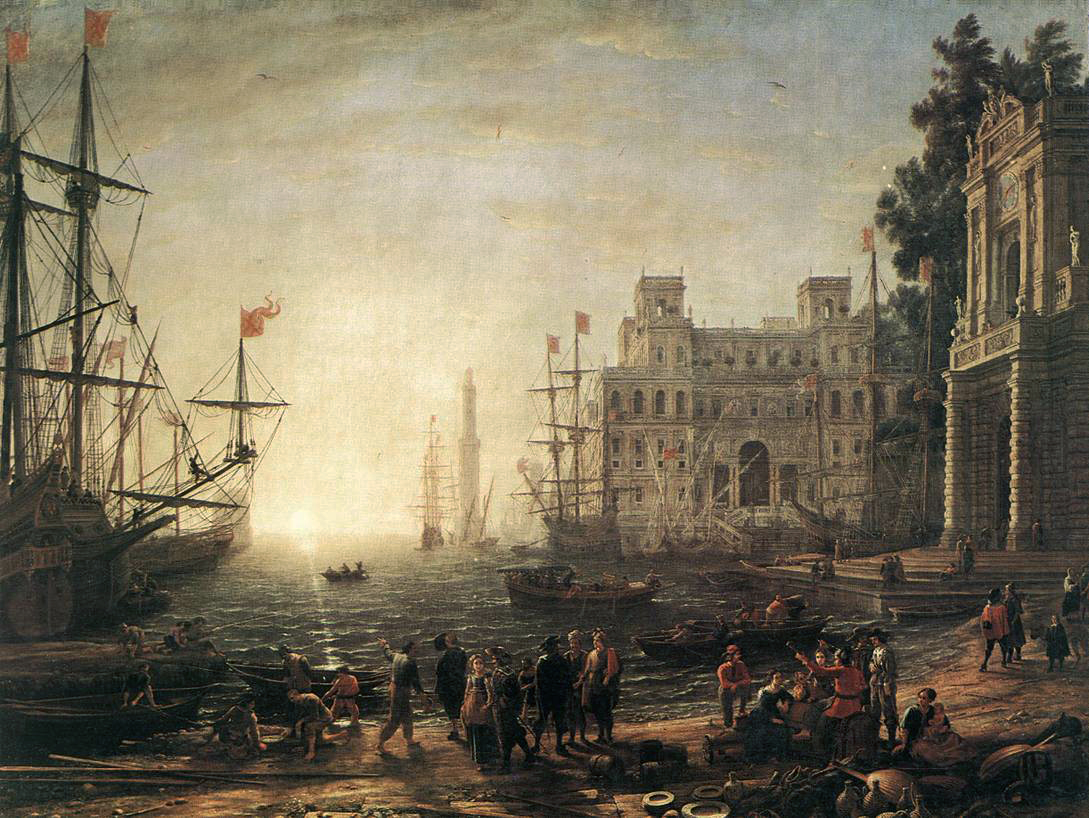
Một hải cảng tưởng tượng được lồng ghép biệt thự Medici, vẽ bởi Claude Lorrain vào khoảng năm 1637, thời kì đỉnh cao của chủ nghĩa trọng thương

Chủ nghĩa trọng thương là một ứng dụng thực hành giả thuyết kinh tế, được sử dụng rộng rãi ở châu Âu từ thế kỉ XVI đến thế kỉ XVIII, thúc đẩy việc chính quyền điều phối nền kinh tế quốc gia với mục đích làm tăng quyền lực nhà nước đó bằng việc làm suy giảm sức mạnh của các nước đối địch. Nó là sự tương đương trong kinh tế của chủ nghĩa chuyên chế trong chính trị. Nó bao gồm những chính sách kinh tế quốc gia nhắm đến tích lũy dự trữ tiền tệ thông qua cân bằng thương mại dương, đặc biệt trong các thành phẩm. Chủ nghĩa trọng thương thống trị các cuộc tranh luận và chính sách kinh tế Tây Âu từ thế kỷ thứ 16 đến cuối thế kỷ thứ 18. Chủ nghĩa trọng thương là một nguyên nhân của các cuộc chiến tranh châu Âu thường xuyên và là động lực thúc đẩy bành trướng thuộc địa. Các giả thuyết trọng thương đa dạng về độ phức tạp giữa các học giả và phát triển theo thời gian.

## Lịch sử phát triển
Chủ nghĩa trọng thương được chia thành hai giai đoạn.
Giai đoạn đầu với những đại biểu như William Stafford (1554-1612, người Anh), Thomas Gresham (1519-1579, người Anh) và Gasparo Scaruffi (1519-1584, người Ý) với lý thuyết cân đối tiền tệ, chủ trương tăng sở hữu tiền như một dạng của cải thông qua luật định. Chủ nghĩa trọng thương giai đoạn này còn được gọi là chủ nghĩa trọng kim.
Giai đoạn sau phát triển mạnh mẽ ở thế kỷ 17 với những người đại diện là Thomas Mun (1571-1641, người Anh) và Antoine de Montchrétien (1576-1621, người Pháp) với luận thuyết cân đối thương mại chủ động. Chủ nghĩa trọng thương giai đoạn này còn được gọi là chủ nghĩa thặng dư thương mại.
Tuy những nhà hoạt động kinh tế nói trên sống ở các nước khác nhau và không có sự trao đổi gì với nhau nhưng họ đã có những quan điểm trùng hợp. Trường phái này không chỉ biểu hiện qua lý thuyết, mà còn là một phần của truyền thống văn hóa-chính trị.
Chủ nghĩa trọng thương bắt đầu thoái trào từ thế kỷ 18. Các nhà tư tưởng của chủ nghĩa trọng thương không thể đáp lại một cách thuyết phục trước những phê phán đối với chủ nghĩa bảo hộ mậu dịch. Chủ nghĩa trọng nông có cơ sở chính ở Pháp là những tư tưởng kinh tế đầu tiên cố gắng phủ nhận chủ nghĩa trọng thương. Và cho đến khi kinh tế học cổ điển hình thành rõ ràng nhờ Adam Smith, thì chủ nghĩa trọng thương kết thúc, về mặt lý luận. Tuy nhiên, ảnh hưởng của nó tới chính sách kinh tế của các nhà nước thì vẫn còn tiếp tục, thậm chí cho đến tận thế kỷ 20.

## Bối cảnh kinh tế - xã hội
Đầu thế kỉ 15, Tây Âu vừa thoát ra khỏi thời kì Trung Cổ và phong kiến, hình thành một xã hội chủ yếu vẫn là nông nghiệp. Sản xuất tự cung tự cấp là chính, thương mại chưa phát triển.
Con người đã khám phá ra những vùng đất mới, tạo điều kiện mở rộng giao lưu giữa các khu vực (tìm ra tân thế giới giúp giao thương với phương Đông, chinh phục Mexico mở rộng giao thương với châu Mỹ, giao thương cho Bồ Đào Nha với Ấn Độ và các nước Nam Á bằng đường biển nhờ cuộc hành trình của Vasco da Gama)
Cuối thế kỉ 15 đầu thế kỉ 16, thương mại bắt đầu phát triển nhờ các nhân tố như: Các phát kiến địa lý tạo điều kiện cho sự hình thành các tuyến đường vận tải thương mại, sự gia tăng dân số tạo nên thị trường lao động, thị trường tiêu thụ, làm tăng doanh lợi của các nhà sản xuất và thương gia. Ngoài ra, phải kể đến những nguyên nhân khác như: vai trò của các thương gia được nâng cao, sự hình thành ngày càng nhiều các quốc gia độc lập cả về chính trị, vàng bạc từ Tân thế giới đổ về…
Trong bối cảnh như vậy, một nhóm người (bao gồm thương gia, nhân viên ngân hàng, nhân viên Chính phủ và cả một số nhà triết học) đã viết những bài tiểu luận và những cuốn sách nhỏ về thương mại quốc tế. Những tác phẩm đó đã biện hộ cho một trường phái kinh tế triết học được gọi là chủ nghĩa trọng thương.

## Các quan điểm chính
- Một quan điểm chủ đạo của chủ nghĩa trọng thương, cũng là sự thừa nhận truyền thống quân chủ từ thời kỳ tiền trung cổ, xem người cầm quyền là tối cao, là phụ mẫu của dân tộc, người có quyền điều hành các chính sách kinh tế với mục đích tạo nên sự hùng mạnh của quốc gia. Chủ nghĩa trọng thương là hệ tư tưởng đầu tiên xác định các chức năng lãnh đạo cho người đứng đầu nhà nước, nhấn mạnh tầm quan trọng của việc cổ xúy tinh thần dân tộc trong dân chúng.
- Chủ nghĩa trọng thương chủ trương chính sách bảo hộ mậu dịch (chế độ thuế quan bảo hộ) nhằm bảo hộ cho giới doanh thương quốc nội trên thị trường nước ngoài và tạo ra những hạn chế đối với giới giao thương ngoại quốc trên thị trường trong nước. Chính sách bảo hộ mậu dịch làm tăng khả năng cạnh tranh của quốc gia, ưu tiên mở rộng sản xuất các mặt hàng xuất khẩu. Kết quả khả quan của giao thương được đánh giá bằng sự vượt trội lượng hàng xuất đối với lượng hàng nhập, bằng lượng vàng ròng thu được, dẫn đến sự hình thành khái niệm cân đối thương mại chủ động.
- Những người theo phái trọng thương bị cuốn hút vào việc tích lũy các kim loại sản xuất tiền là vàng và bạc. Vì nguồn cung cấp vàng, bạc có giới hạn nên những người trọng thương tin rằng một quốc gia có thể cải thiện dự trữ vàng của mình từ sự thua thiệt của quốc gia khác, tạo nên của cải và quyền lực cho quốc gia đó.
- Chỉ chú ý đến xuất khẩu, Họ cho rằng cần tập trung hoàn toàn vào xuất khẩu, vì xuất khẩu là nguồn mang lại kim loại quý. Còn nhập khẩu thì rất hạn chế, đặc biệt là các sản phẩm đã hoàn chế và hàng hóa xa xỉ phẩm. Họ bảo vệ chính sách bảo hộ: khuyến khích xuất khẩu (thông qua trợ giá) và cản trở nhập khẩu (dựa vào thuế quan).
- Ngoài ra, theo quan điểm của trường phái trọng thương thì muốn gia tăng xuất khẩu để có nhiều kim quý thì phải có nhiều nhân công "Dân số là của cải và sức mạnh của quốc gia" (theo Nichobas Barbon) "Quốc gia giàu có nhất phải chăng là quốc gia có nhiều nhân công nhất" (theo Josiah Tucken).